# مقتل بول كيسلر
كان بول كيسلر رجلاً يهوديًا توفي عن عمر يناهز 69 عامًا بعد إصابة قاتلة تعرض لها في مشاجرة في 5 نوفمبر 2023، اثناء صدامات بين المحتجين المؤيدين لإسرائيل والمؤيدين لفلسطين في ثاوزند أوكس، كاليفورنيا. تم إعتبار وفاة كيسلر بأنها جريمة قتل ولم تستبعد السلطات احتمال وقوع جريمة كراهية. في 16 نوفمبر، تم اعتقال المشتبه به لؤي الناجي بتهمة القتل غير العمد.

## الضحية
نشأ كيسلر في مجتمع يهودي مترابط في سكرانتون، بنسلفانيا. كان معروفًا بأنه مؤيد كبير للحزب الديموقراطي وللقضايا التقدمية وإسرائيل.

## الحادث
اثناء صدامات بين المحتجين المؤيدين لإسرائيل والمؤيدين لفلسطين في ثاوزند أوكس في 5 نوفمبر 2023. تجمع ما بين خمسة وسبعين إلى مائة شخص عند التقاطع للتظاهر. وأفادت دورية الشرطة في المنطقة بعدم وجود أي مؤشر على حدوث أعمال عنف قبل حوالي خمسة عشر دقيقة من وقوع المشاجرة. وبحسب ما ورد كان كيسلر وأحد المؤيدين للفلسطينيين متورطين في مشاجرة، وسقط كيسلر وضرب رأسه بالأرض. تم الإبلاغ عن تقارير عن تعرض كيسلر للضرب من قبل مؤيد للفلسطينيين في وجهه بمكبر الصوت، لكن عمدة مقاطعة فينتورا جيم فرايوف أشار في مؤتمر لاحق إلى أن ذلك غير مؤكد.
في حوالي الساعة 3:20 مساءً، لما وصل الإسعاف وجد كيسلر على الأرض واعيًا وقادرًا على التحدث. المتهم لؤي الناجي، البالغ من العمر 50 عامًا، ساعد كيسلر واتصل برقم 911 بعد سقوطه، وبقي في الموقع حتى وصول الاسعاف. نُقل كيسلر بعدها، إلى المستشفى وقد كان ينزف من رأسه وفمه، وتوفي في وقت مبكر من اليوم التالي، 6 نوفمبر، في المستشفى.

## التحقيق
صرح مكتب عمدة مقاطعة فينتورا في البداية في 7 نوفمبر في مؤتمر صحفي أن هناك روايات متضاربة من شهود عيان حول الأحداث التي أدت إلى وفاة كيسلر، وحث أي شخص لديه معلومات على تقديمها. وأشار الشريف فريهوف إلى أن لقطات المراقبة ووسائل الإعلام الأخرى التي تم جمعها من مكان الحادث لم تقدم رؤية واضحة للعراك واختلف العديد من الشهود حول أشياء مثل سبب سقوط ومن بدأ المشاجرة.
اعتقلت الشرطة أحد المشتبه بهم في وفاة كيسلر، والذي ظل في مكان الحادث بعد الاتصال برقم 911، للرد على أسئلة الضباط. وتم إطلاق سراح المشتبه به بعد استجوابه، ثم تم تفتيش منزله. كشف الطب الشرعي أن الضحية تعرض للضرب على وجهه. في 16 نوفمبر، أعلن مكتب الشريف أنهم ألقوا القبض على المشتبه به لؤي الناجي البالغ من العمر 50 عامًا بتهمة القتل غير العمد والإعتداء وكان هناك كان عليه كفالة قدرها مليون دولار، حتى يطلق سراح مؤقتا لحين إكتمال التحقيق، لكن تم خفضها لاحقا إلى 50 ألف دولار، سحب جوازات سفره.

## المشتبه به
لؤي الناجي هو أستاذ علوم الكمبيوتر في كلية موربارك يبلغ من العمر 50 عامًا. وقد أعرب عن وجهات نظر مؤيدة للفلسطينيين على وسائل التواصل الاجتماعي. بعد وقت قصير من اعتقاله، تمت إزالة سيرته الذاتية من موقع الكلية على الإنترنت.

## بعد الحادث
تم إنشاء نصب تذكاري عند زاوية الشارع حيث أصيب كيسلر بجروح قاتلة. أقيمت وقفة احتجاجية ثم مسيرة حاشدة هناك. أعلنت عائلة كيسلر أنه ستكون هناك جنازة خاصة بعد أن أدركت عدد الأشخاص الكبير الذين قد يرغبون في الحضور وطلبوا الخصوصية. بعد وفاة كيسلر، زاد مركز الشرطة دورياته في وحول أماكن العبادة الإسلامية واليهودية ومراكز التجمعات المجتمعية.
وقالت عمدة لوس أنجلوس كارين باس: "إننا نحزن على وفاة الرجل اليهودي الذي توفي بعد إصابته خلال احتجاج في ثاوزند أوكس. ومع ظهور التفاصيل وتأكيدها، فإننا نقف حازمين في إدانة العنف ومعاداة السامية". 
وصف الاتحاد اليهودي في لوس أنجلوس الكبرى وفاة كيسلر بأنها "جريمة معادية للسامية" وذكر أن العنف ضد الشعب اليهودي لا مكان له وأنهم لن يتسامحوا مع العنف ضد المجتمع. وندد مجلس العلاقات الأمريكية الإسلامية بالهجوم وأعرب عن دعمه للجالية اليهودية.